# Драгослав Медојевић
Драгослав Љубов Медојевић (Мојковац, 4. септембар 1953) српски је филмски, позоришни и ТВ глумац.

## Биографија
Рођен је 1953. године у Мојковцу. Завршио је Факултет хуманистичких наука Универзитета „Џемал Биједић” у Мостару. Био је један од оснивача Студентског позоришта, једног од најбољих аматерских позоришта СР Босне и Херцеговине и СФРЈ.
Играо је у готово свим представама Студентског позоришта, а након његовог гашења, 1991. године постаје члан Народног позоришта Републике Српске, где је играо у више од 40 представа до 2018. године. Као гост играо је и у Босанском народном позоришту у Зеници.
Године 1998. имао је прву улогу на филму, у краткометражном филму Линије, у улози чика Пере. Значајне улоге остварио је у ТВ серији Црна хроника као Бели и у филмовима Турнеја као везиста и Дара из Јасеновца где је имао улогу логораша.
Поред рада у позоришту, на телевизији и филму, оставио је улоге и на радију.

## Филмографија
| Год.        | Назив                     | Улога                   |
| ----------- | ------------------------- | ----------------------- |
| 1990-е      |                           |                         |
| 1998.       | Линије                    | чика Перо               |
| 1999.       | Мејдан Симеуна Ђака       | Шошљага                 |
| 1999—2000.  | Жене, људи и остало       | комшија Симо            |
| 2000-е      |                           |                         |
| 2001.       | Живот од Милутина         |                         |
| 2005.       | Црна хроника              | Бели                    |
| 2005.       | Хероји за један дан       | Момо                    |
| 2006.       | Клопка                    | Бели                    |
| 2007.       | Like Father               |                         |
| 2008.       | Турнеја                   | везиста                 |
| 2010-е      |                           |                         |
| 2011.       | Здухач значи авантура     | Ненадов отац            |
| 2011.       | Два смо свијета различита | управник Драгунов       |
| 2011.       | Фалсификатор              | лекар Лајош             |
| 2013.       | Замало живот              | возач Миленко           |
| 2014.       | Уздах на крову            |                         |
| 2008.—2014. | Луд, збуњен, нормалан     | судија                  |
| 2017.       | Месо (ТВ серија)          | портир у старачком дому |
| 2018.       | Месо                      | портир у старачком дому |
| 2019.—данас | Добро јутро, комшија      | Стрико Адем             |
| 2020-е      |                           |                         |
| 2020.       | Хотел Балкан              | Ика                     |
| 2020.       | Дара из Јасеновца         | логораш 5               |
| 2021.       | Коридор 92                | заробљени старац Хрват  |
| 2021.       | Баш ме брига              | Звонко                  |

## Награде и признања
- Награда публике за најбољег глумца позоришне сезоне 1998. године Народног позоришта Републике Српске[1]
- Награда Угљеша Којадиновић за изузетне заслуге за развој позоришне уметности и културе, коју додељује Глас Српске (2005)[1]